# Antonio Mediz Bolio
Antonio Mediz Bolio Cantarell (* 13. Oktober 1884 in Mérida, Yucatán; † 15. September 1957 in Mexiko-Stadt) war ein mexikanischer Dramatiker, Lyriker, Journalist und Politiker.

## Leben
Den größten Teil seiner Jugend verbrachte Antonio Mediz Bolio auf der Hanfplantage seines Vaters. 1903 war er Privatsekretär von Olegario Molinades, dem Gouverneur von Yucatan und Schreiber am zweiten Zivilgericht in Yucatan.
Mediz Bolio studierte Jura an der Universidad Autónoma de Yucatán und wurde Rechtsanwalt. Er begann seine schriftstellerische Laufbahn als Autor verschiedener Zeitschriften wie El Salón Literario (1893), Revista de Mérida (1911) und Pimienta y Mostaza (1903). In Letzterer veröffentlichte er auch Gedichte unter dem Pseudonym Radamés. 1905 und 1906 leitete er die Zeitschrift La Arcadia, 1916 El Ateneo. Für die Zeitung El Intransigente verfasste er Leitartikel unter dem Pseudonym AMB und literarische Text unter dem Namen Bergerac.
Als Anhänger von Francisco Madero emigrierte er nach der Machtübernahme durch General Huerta nach Kuba, wo er im El Heraldo gegen die Diktatur in Mexiko schrieb. Nach seiner Rückkehr nach Yucatán leitete er gemeinsam mit Antonio Ancona Albertos die Zeitschrift La Voz de la Revolución. In den folgenden Jahren hielt er sich im diplomatischen Dienst Mexikos in Spanien (1919–21), Kolumbien (1921), Argentinien (1921–22), Schweden (1932–24) sowie Costa Rica und Nicaragua (1925–32) auf.
Nach seiner Rückkehr nach Mexiko wirkte Mediz Bolio u. a. als Direktor der Abteilung Archäologie des Nationalmuseums (1937–39), Vertreter des Staats Yucatan in Mexiko-Stadt und Berater der Regierung unter Präsident Miguel Alemán Valdés. Er kandidierte 1933 für den Posten des Gouverneurs von Yucatan und wurde 1952 Mitglied des Senats von Mexiko.
Daneben war er in zahlreichen kulturellen Verbänden Mexikos aktiv: 1916 war er Gründer und erster Präsident des Ateneo Peninsular; er war Präsident und Ehrenmitglied der Sociedad Mexicana de Autores, Mitglied der Unión Mexicana de Autores, des Pen Club de México und des Ateneo de Ciencias y Artes de México, korrespondierendes Mitglied der Sociedad de Historia y Geografía de Guatemala, Ehrenmitglied der Real Academia Hispano-Americana de Ciencias y Artes de Cádiz und der Academia Colombiana de la Lengua sowie ab 1930 korrespondierendes und ab 1946 ordentliches Mitglied der Academia Mexicana de la Lengua. Von 1935 bis 1939 unterrichtete er Sprache und Kultur der Maya an der Universität von Mexiko.
Mediz Bolio gilt als bedeutender Dramatiker Mexikos. Er veröffentlichte außer Dramen mehrere Gedichtbände und schrieb mehrere Filmdrehbücher. Seine Gedichte El caminante del Mayab und Yucalpetén wurden von Guty Cárdenas vertont.

## Werke
- Evocaciones, Gedichte, 1903
- El verdugo, Drama, 1910
- La ola, Drama, 1917
- La casa del pueblo del Mayab, Gedichte, 1928
- La flecha del sol, Drama, 1918
- El sueño de Iturbide, Drama
- La fuerza de los débiles, Drama, 1920
- La tierra del faisán y del venado, 1922 (deutsch: Das Land des Fasans und des Hirsches. Legenden der Maya. Aus dem Spanischen übersetzt von Hans Boelicke und Fritz Kalmar. Manesse, Zürich 1960)
- La cuatro Colmayel, Gedichte, 1953
- La tierra es mía, Gedichte, 1953

## Filmographie
- Judas (Regie: Manuel R. Ojeda), 1936
- La noche de los mayas (Regie: Chano Ureta), 1939
- Mi madrecita (Regie: Francisco Elías), 1940
- El amor de los amores, Regie und Drehbuch nach der Novelle von Ricardo León, 1944
- La selva de fuego (Regie: Fernando de Fuentes), 1945
- Deseada (Regie: Roberto Gavaldón), 1960